# ギスベルト・ファン・ステーンウィック
ギスベルト・ファン・ステーンウィック（Gisbert van Steenwick 17世紀中頃。一説に1605年-1679年）はオランダの音楽家。
オランダ東部ヘルダーラント州の都市アーネムでオルガン奏者を務めた。生没年は定かではない。
ファン・ステーンウィックは、『Anna Maria van Eijlの楽譜集』の名で知られるAnna Maria van Eijlの音楽教師であった。その作品は、すべてこの楽譜集によって伝えられている。恐らくは、レッスンの最中に書き込まれたものであろう。

## 作品一覧
| 曲名                     | 調性   | 備考      |
| Tricabijlie              | ニ短調 | 3つの変奏 |
| Ouer natus in Bethleem   | ト長調 | 2つの変奏 |
| More Palatino            | ハ長調 | 3つの変奏 |
| La Grevelinde            | ニ短調 | 2つの変奏 |
| Heiligh saligh Bethlehem | ト短調 | 2つの変奏 |
| allemand                 | ハ長調 | 変奏付    |
| allemand                 | ニ短調 | 変奏付    |
| Saraband                 | イ短調 | 8つの変奏 |
| Saraband                 | ニ短調 | 3つの変奏 |

## 注
1. ↑    - Frits Noske, Monumenta musica Neerlandica Klavierboek Anna Maria van EIJL, Amsterdam: Vereniging voor Nederlandse Muziekgeschiedenis,2nd ed.1976